# Vincent Jérôme
Pour les articles homonymes, voir Jérôme.
Vincent Jérôme,  né le 26 novembre 1984 à Château-Gontier, est un coureur cycliste français, professionnel de 2006 à 2015.

## Biographie

### Jeunesse et carrière amateur
Vincent Jérôme commence le cyclisme au VC Château-Gontier à l'âge de cinq ans. Il se distingue en catégorie minimes avec entre autres victoires le championnat de la Mayenne des minimes première année en 1997, et le championnat régional en 1998. En 2000, en catégorie cadets, il rejoint l'OCC Laval et remporte le championnat de la Mayenne de sa catégorie,.
En 2001, il passe en catégorie juniors et est engagé par l'équipe amateur Vendée U-Pays de la Loire. 
L'année suivante, il est champion de Vendée junior et participe avec l'équipe de France à la course en ligne de sa catégorie aux championnats du monde sur route, à Zolder en Belgique. Il en prend la 48e place tandis qu'un autre Français, Arnaud Gérard, s'impose. 
À partir de 2003, il évolue en catégorie espoirs (moins de 23 ans). Il devient champion des Pays de Loire à la course en ligne en 2003, puis du contre-la-montre en 2004. Cette année-là, il est également vainqueur du Paris-Tours espoirs, sa principale victoire dans cette catégorie. 
En août 2005, il intègre en tant que stagiaire l'équipe professionnelle Bouygues Telecom, dont Vendée U-Pays de la Loire est la réserve. Avec elle, il participe au Tour de l'Ain, à la Classic de l'Indre, au Tour du Poitou-Charentes et au Tour de l'Avenir.

### Carrière professionnelle
Vincent Jérôme commence sa carrière professionnelle en 2006 au sein de l'équipe Bouygues Telecom. Il remporte en 2007 le Tour du Doubs, sa première victoire professionnelle.
En 2011, il termine à la onzième  place du Grand Prix E3 et enchaîne sur le Tour des Flandres en terminant 29e. En avril, il s'impose sur le Tro Bro Leon en devançant le Canadien Will Routley et son compatriote Arnold Jeannesson. Puis il participe à son premier Tour de France qu'il termine à la 155e place.
Jérôme, présent sur le Tour de France 2012 comme équipier de Pierre Rolland, apprend durant le Tour le décès de son grand-père. Il quitte la Grande Boucle durant la 15e étape. En septembre, il fait partie de la sélection des neuf coureurs français participant à la course en ligne des championnats du monde, à la demande de Thomas Voeckler, leader de l'équipe de France pour cette course.
Il n'est pas conservé par les dirigeants de l'équipe continentale professionnelle Europcar à la fin de l'année 2015  et met un terme à sa carrière.

## Palmarès

### Amateur
- 2001
  - 1re étape du Tour du Haut-Anjou
- 2002
  - Ronde des vallées :
    - Classement général
    - 1re et 2e étapes

  - 3e étape du Tour du Valromey
  - 2e du Trophée Louison-Bobet
  - 3e du Tour du Haut-Anjou
- 2004
  - 3e étape des Deux jours cyclistes de Machecoul
  - Paris-Tours espoirs
  - 2e du Circuit de la vallée de la Loire
  - 2e de l'Essor Mayennais
- 2005
  - Grand Prix de Lys-lez-Lannoy
  - 1re étape du Tour Alsace (contre-la-montre par équipes)
  - 2e du Circuit de la vallée de la Loire
  - 3e du Circuit des Vignes

### Professionnel
- 2007
  - Tour du Doubs
- 2008
  - 3e du Tour du Doubs
- 2011
  - Tro Bro Leon
  - 2e de la Ronde de l'Oise

## Résultats sur les grands tours

### Tour de France
2 participations
- 2011 : 155e
- 2012 : abandon (15e étape)

### Tour d'Espagne
5 participations
- 2007 : 113e
- 2008 : 76e
- 2009 : abandon (8e étape)
- 2010 : 94e
- 2014 : 91e

## Classements mondiaux
| Année           | 2010 | 2011 | 2012 | 2013 | 2014 |
| --------------- | ---- | ---- | ---- | ---- | ---- |
| UCI World Tour  |      |      |      |      | nc   |
| UCI Europe Tour | nc   | 171e | 440e | 269e |      |